# 二重結合則
二重結合則(Double bond rule)は、2種類あるがここでは主に元素間の結合に関するルールについて述べる（有機化学反応における二重結合即は記事の後半に述べる）。主量子数が2より大きい元素、即ち第3周期元素以降の元素について、同一元素同士または他の元素との間で、二重結合や三重結合を形成できないというものである。。二重結合が存在するとしても、軌道の重なりが小さいため、弱いことが多い。このような化合物は本質的に不安定ということではないが、重合しやすい傾向がある。この効果は、酸素分子のアナログである二硫黄で急速な重合が起こることにより認められる。
この規則は、1980年以前までは多くの化学の教科書に採用されていたが、1981年以降、ケイ素-ケイ素、リン-リン間の二重結合を持つ物質の結晶が単離されたことにより見直しを迫られ、最終的に改訂された。通常は形成されない二重結合は、電子的または立体的に適切な官能基によって安定化されうる。

## 第2周期と第3周期の元素間の多重結合
| 周期表内において炭素に近い非金属元素間の二重結合 |          |                    |                              |                                    |                                                                               |                                                            | |
|                                                  | ホウ素   | 炭素               | 窒素                         | 酸素                               | ケイ素                                                                        | リン                                                       | 硫黄 |
| ------------------------------------------------ | -------- | ------------------ | ---------------------------- | ---------------------------------- | ----------------------------------------------------------------------------- | ---------------------------------------------------------- | --- |
| ホウ素                                           | ジボレン | アルキリデンボラン | アミノボラニリデン（珍しい） | オキソボラン（珍しい、急速に重合） | ボラシレン                                                                    | ボラニリデンホスファン（珍しい、安定化合物は既知）         | チオキソボラン（珍しい） |
| 炭素                                             |          | アルケン           | イミン                       | カルボニル・オキソニウムイオン     | シレン                                                                        | ホスファアルケン                                           | チオケトン |
| 窒素                                             |          |                    | アゾ化合物                   | ニトロソ                           | シラニミン（珍しい。低温下でのみ存在し、容易に重合）                          | ホスファゼン                                               | スルフィルイミン |
| 酸素                                             |          |                    |                              | 酸素分子                           | シラノン。一時的な証拠のみ。Si=O結合は形成されず、重合してシロキサンを形成 。 | ホスフィンオキシド・ホスホン酸・ホスフィン酸・リン酸等多数 | スルフィニル |
| ケイ素                                           |          |                    |                              |                                    | ジシレン                                                                      | シリリデンホスファン（ホスファシレン）、珍しい。           | シランチオン（珍しい、容易に重合）                                                                                            |
| リン                                             |          |                    |                              |                                    |                                                                               | ジホスフェン                                               | チオリン酸等多数、またトリフェニルホスフィンスルフィド・1,3,2,4-ジチアジホスフェタン 2,4-ジスルフィド等のホスフィンスルフィド |
| 硫黄                                             |          |                    |                              |                                    |                                                                               |                                                            | 二硫黄、チオスルフォキシド |

## 有機化学における二重結合則
二重結合則のもう1つの全く無関係な意味として、二重結合に隣接する炭素上のシグマ結合の反応性が向上するというものがある。ブロモアルケンでは、C-Br結合は非常に安定であるが、アリルブロミドではこの結合は非常に反応性が高い。同様にブロモベンゼンでは通常不活性であるが、臭化ベンジルでは反応性がある。この現象を最初に観察したのは、1885年のコンラッド・ラーであり、1932年にオットー・シュミット（1874〜1943、de:Otto Schmidt (Chemiker)）が命名した。